# Canelazo
Le canelazo est une boisson alcoolisée chaude qui est consommée dans les régions montagneuses d'Équateur, de Colombie et du nord de l'Argentine. Il est aussi bu dans les hautes terres du nord du Pérou, en particulier dans la région d'Ayabaca dans le département de Piura. 
En général, il consiste en un mélange d’aguardiente (notamment de canne à sucre), de sucre ou de panela et d'une infusion de cannelle,,. On utilise traditionnellement de l’aguardiente artisanal, mais désormais on utilise aussi de l'alcool commercial en bouteille. Il y a de nombreuses variations de la recette. On ajoute aussi fréquemment du jus de fruits, en général du jus de narangille mais aussi du jus de citron. Parfois, on ajoute du clou de girofle ou on omet l'alcool. Au Pérou, on ajoute parfois de la chicha de jora.
Les origines de cette boisson sont inconnues mais elle est consommée dans les Andes depuis longtemps. En Équateur, des vendeurs ambulants vendent souvent le canelazo durant les fêtes. Il est particulièrement populaire le jour de Noël. En 2005, une entreprise a commencé à produire du canelazo sans alcool en bouteille pour l'exportation.